# 拉斯特雷利广场
拉斯特雷利广场（俄语：Площадь Растре́лли）是圣彼得堡的一个广场。位于斯瓦勒街、金牛座巷、斯莫尔尼街、克瓦伦加巷和拉方丹街的交汇处。

## 历史
拉斯特雷利广场最初的名称是斯莫尔尼广场（Смольная площадь）， 自1821年起，以广场3号的斯莫尔尼复活修道院命名。在1853年的指南中，它被称为斯莫尔尼修道院的广场。
从1864年7月30日到1884年，称为马林斯基广场（Мариинская площадь），以玛丽亚·费奥多罗芙娜皇后命名。
自19世纪60年代中期开始，称为叶卡捷琳娜广场（Екатерининская площадь），得名于叶卡捷琳娜大街。
自1923年10月6日起，广场以设计斯莫尔尼大教堂的意大利建筑师弗朗切斯科·巴尔托洛梅奥·拉斯特雷利命名。